# 黎明镇
黎明镇，是中华人民共和国黑龙江省绥化市肇东市下辖的一个乡镇级行政单位。

## 行政区划
黎明镇下辖以下地区：
托公达斡尔蒙古族村、长富村、巨发村、银山村、四兴村、黎明村、春光村、中兴村、民安村、太合村、永久村、珊树村、民兴村和民主村。